# Saskatoon Sheiks
Die Saskatoon Sheiks waren eine kanadische Eishockeymannschaft aus Saskatoon, Saskatchewan. Die Mannschaft spielte zwischen 1921 und 1933 unter anderem in der Western Canada Hockey League.

## Geschichte
Das Franchise wurde 1921 unter dem Namen Saskatoon Crescents als Mitglied der erstmals ausgetragenen Western Canada Hockey League gegründet. Ihre Premierenspielzeit beendete die Mannschaft in Moose Jaw, Saskatchewan, wo sie ab dem 3. Februar als Moose Jaw Crescents spielten. Bereits zur Saison 1922/23 kehrten sie jedoch nach Saskatoon zurück und spielten ab 1923 unter dem Namen Saskatoon Sheiks. In der WCHL spielten sie insgesamt fünf Jahre lang, bis die Liga aufgelöst wurde. Von 1926 bis 1928 traten die Sheiks in der Prairie Hockey League an. Anschließend war die Mannschaft vier Jahre lang inaktiv, ehe sie zur Saison 1932/33 als Saskatoon Crescents reaktiviert wurde und in die einmalig ausgetragene Western Canada Hockey League wechselte.